# Annie Babu
Pour les articles homonymes, voir Babu.
 (avril 2021).
Annie Babu, née le 2 mars 1942 à Saint-Étienne dans la Loire, a été infirmière et assistante sociale et s’engage pour les droits des femmes dès les années 1970. Elle est ensuite une pionnière de la médiation familiale. À partir des années 1990, elle milite pour une mort choisie, et faire évoluer la loi sur la fin de vie. Elle cofonde en 2018 l’association LE CHOIX qu'elle quitte en juin 2020 pour des raisons personnelles.
Elle s’intéresse également au devenir de la conscience après la mort, notamment les expériences de mort imminente (EMI).

## Biographie
Fille de Marcel Barbier et de Pauline Papillon, elle est l’aînée d’une famille de sept enfants. Son père est employé aux chemins de fer et sa mère, femme de ménage, s’occupe de ses enfants. À 16 ans, elle rencontre Hubert Babu, avant-dernier d’une famille de huit enfants de parents paysans en Vendée. Ils se marient en 1961.
Pendant les trente années de leur vie commune, la profession de géologue d'Hubert Babu les amènent à déménager de nombreuses fois en France puis passent trois ans en Arabie saoudite et plusieurs années en Angola. Ils ont deux enfants, Frédéric Babu et Sandrine Babu. Hubert Babu décède en Angola, dans sa cinquantième année, en mai 1991.
Depuis 2004, elle est retraitée et vit en Guadeloupe.

## Parcours professionnel

### Formation
À 18 ans, Annie s’inscrit à l’école de la Croix-Rouge de Saint-Étienne, elle obtient en 1963 le diplôme d’État d’infirmière et en 1965 le diplôme d'État d'assistante sociale.
Elle se forme au conseil conjugal et familial et à la thérapie familiale systémique au début des années 1980 et obtient sa maîtrise en travail social à Nantes en 1983.

### Assistante sociale et formatrice
De 1967 à 1984, elle a travaillé en tant qu’assistante sociale dans de nombreuses structures de santé et de soin (PMI, hôpital psychiatrique) ainsi que dans des établissements scolaires. Elle a également été cadre pédagogique dans l’école d’assistantes sociales d’Alençon et a réalisé plusieurs enquêtes sociales pour les juges aux affaires familiales.
De 1984 à 1990, elle est responsable de la formation des conseillers conjugaux et familiaux à l’École des parents et des educateurs d’Île-de-France (EPE). Durant ces années, elle élabore les premières formations à l’enquête sociale en y invitant les magistrats, les avocats et les associations de parents séparés/divorcés.
Dès 1987, dans le cadre de l’EPE, elle initie les premières formations à la médiation familiale et la première consultation de médiation familiale en France.

## La médiation familiale

### Pionnière de la médiation familiale en France
Annie découvre la médiation familiale dans un colloque à l’Unesco en 1987, organisé par des associations de parents séparés/divorcés sur les conséquences matérielles et morales  des divorces et séparations et leurs impacts sur les enfants ( La Fédération des Mouvements de la Condition Paternelle avec Stéphane Ditchev, l'Association SOS enfants du divorce avec Alain Bouthier, l'Association Père Mère Enfant de Versailles avec Georges Douare) , où l’invitée principale est Lorraine Filion, responsable du service social de médiation familiale près le tribunal de Montréal au Québec. Elle suit trois mois plus tard une initiation pratique approfondie à la médiation familiale au Québec dans le service social de médiation familiale de Montréal.
De retour en France, elle organise les premières informations à la médiation familiale au sein de l’École des parents et des éducateurs de Paris (EPE). Ses écrits de praticienne sur la médiation familiale servent de base à la définition de ce processus de construction ou reconstruction du lien familial.

### Association pour la promotion de la médiation familiale
Pionnière de la médiation familiale en France, elle provoque en janvier 1988 un voyage d'échanges et de rencontres au Québec de l’Association Père-Mère-Enfant avec Lorraine Filion. Il en résulte la création de l'Association pour la promotion de la médiation familiale (APMF) en juillet 1988. Les cofondateurs de l'APMF sont spécialisés dans le conseil de conflits familiaux, psychologues ou avocats, Annie Babu en assure la présidence pendant trois ans.
En 1990, l’APMF organise avec l'AAJB (Association des Amis de Jean Bosco), le premier colloque européen sur la médiation familiale qui se déroule à Caen et qui réunit 700 professionnels et partenaires du monde psycho-social et juridique venus de 14 pays différents, permettant de créer le Comité National des Services de Médiation Familiale (CNSMF) ayant à sa tête Monsieur Roger Leconte et élu à la première vice-présidence Alain Bouthier de SOS Enfants du divorce créateur de l'Association Parents-Enfants-Médiation de Montpellier.

### Fondatrice de l'Institut européen de médiation familiale
En 1990, Annie Babu quitte l’École des Parents puis fonde et dirige durant 14 ans l’Institut européen de médiation familiale (IEMF) à Paris pour former les futurs médiateurs et médiatrices. Elle choisit comme collaboratrices deux médiatrices familiales pionnières dans leur pays : Linda Bérubé, première présidente de l'Association pour la médiation familiale au Québec, devient coresponsable, et Lisa Parkinson,, première présidente pour la médiation familiale au Royaume-Uni, devient formatrice sur les aspects reliés aux responsabilités parentales.
En 2000, elle apporte son soutien au « Manifeste pour la médiation»  élaboré par les principaux responsables d’associations de médiation et de médiateurs.

### Militante pour une mort choisie
Adhérente à l'Association pour le droit de mourir dans la dignité (ADMD) en 1990, Annie Babu devient déléguée régionale en Guadeloupe de cette association en 2004. Après avoir observé et alerté sur les dérives sectaires des instances dirigeantes, elle démissionne et quitte cette association en 2015. Elle ne remet pas en cause les objectifs qui avaient motivé son implication, mais ne veut plus cautionner le manque de respect, de dignité et de liberté dans le fonctionnement de l’ADMD.
En 2019, elle s’allie à Marie Godard et Nathalie Gueirard Debernardi dont les pétitions en faveur du suicide assisté et de l’euthanasie ont obtenu 500 000 signatures fin mars 2021.
Ensemble, elles sont à l’origine d’un manifeste pour l'évolution de la loi Claeys-Leonetti. Elles créent en février 2018 avec quatre autres personnes l’association Le Choix, qu’Annie Babu copréside avec Marie Godard, pour porter la parole des signataires des pétitions devant le Comité Consultatif National d’Éthique (CCNE).
En juin 2020, pour des raisons personnelles, elle quitte l’association LE CHOIX.
Le jeudi 8 avril 2021, elle a témoigné à visage découvert dans l’émission "Envoyé Spécial" d’Elise Lucet «Euthanasies clandestines, le tabou» 
Vous pouvez retrouver ce témoignage anonyme dans sa totalité paru sur le journal LIBERATION le 9 décembre 2013 sous le titre: «Je lui ai tendu la potion létale». * À cette époque elle n’était pas prête à témoigner à visage découvert et il a fallu que la vie lui fasse vivre un moment particulièrement difficile pour lui donner cette force: la sédation profonde et continue, en accord avec la loi Clayes Léonetti, de son compagnon qui s’est déroulée en février 2017 dans le cadre d’une hospitalisation à domicile (HAD soins palliatifs).

### Médiation au service de Vincent Lambert
Face au blocage de la douloureuse histoire de Vincent Lambert, Annie Babu imagine avec des collègues une troisième voie de solution basée sur une médiation entre les parties en conflit.

## Distinctions
En 2003, elle est décorée par Irène Théry de la médaille des chevaliers de l’ordre du Mérite pour son implication dans le développement de la médiation familiale en France.

## Œuvres

### Ouvrages
- Annie Babu, Isabella Biletta, Noëlle Mariller[12], Pierrette Bonnoure-Aufière, Maryvonne David-Jougneau, Stéphane Ditchev, Alain Girot, Médiation familiale, regards croisés et perspectives, Erès, novembre 1997
- Annie Babu et Pierrette Bonnoure-Aufière, Guide du médiateur familial : la médiation familiale étape par étape (Sciences humaines Sociologie), Toulouse, Erès, 2003, 470 p. (ISBN 978-2-7492-0225-9)
- Jean-Jacques Charbonier et Annie Babu, 4 regards sur la mort et ses tabous : soins palliatifs, euthanasie, suicides assistés et expériences de mort imminente, Paris, Guy Trédaniel éditeur, 2015, 431 p. (ISBN 978-2-8132-0772-2, BNF 44264588)
- Annie Babu, Sylvie Ouellet Ouvrage Collectif, Mourir l'âme en paix, Plaidoyer pour des choix éclairés, Éditions Beliveau 2015
- Annie Babu Amanda Castello  Un allien nommé Docteur Crabe  Livre Ebook 2016

### Articles
- Annie Babu, Sylvie Counio, Formation à l’enquête sociale, Le groupe familial, no 120, juillet/septembre 1988
- Annie Babu, La médiation familiale, Le groupe familial, no 120, juillet/septembre 1988
- Annie Babu, L'E.P.E et la consultation médiation, Le groupe familial, no 125, octobre/décembre 1989
- Annie Babu, L'E.P.E, la formation à la médiation familiale, Le groupe familial, no 125, octobre/décembre 1989
- Annie Babu, La médiation familiale, Sciences Humaines, no 84, juin 1998
- C. Marzotto in Lisa Parkinson, La mediazione familiare, modelli e strategie operative, Erickson, 2003, p. 10
- Martine Gross (dir.), Homoparentalités : état des lieux, nouvelle édition revue et augmentée, Paris, Érès, 2005, 2e éd., p. 123de
- Annie Babu Affaire Vincent Lambert Comment sortir de l'impasse Troisième voie Mars 2014